# Tinker Bell and the Great Fairy Rescue
Tinker Bell and the Great Fairy Rescue (Tinker Bell: Hadas al rescate en Hispanoamérica; Campanilla y el Gran Rescate en España) es una película de animación de la compañía de Disney, dirigida por Bradley Raymond. Basada en el personaje de Campanita (Tinker Bell en inglés) de J. M. Barrie, estrenada en el Otoño del 2010.

## Trama
El verano ha llegado y Tinker Bell junto con sus amigas y el resto de las hadas van a un campamento en Tierra Firme, ubicado en los prados con flores de Inglaterra. Tinker Bell está ansiosa por reparar algo pero desafortunadamente no había nada que reparar. Entonces oye decir a sus amigas que cerca de allí había una casa de humanos y Tinker Bell con mucha curiosidad fue a verla. Vidia se molesta y la sigue para asegurarse de que ningún humano la vea. En ese momento, una niña llamada Lizzy viene a pasar el verano con su padre en su casa de campo. Lizzy es una niña que tiene una fuerte creencia en las hadas y desea conocer con ansias a un hada. Lizzy quiere pasar el rato con su padre, pero este no tiene tiempo debido a su trabajo como Investigador Científico, por lo que ella se va a jugar sola llevándose una casita para hadas que ella misma había hecho.
Tinker Bell se entretiene revisando el carruaje y luego decide regresar con Vidia al campamento pero en el camino encuentran la casita para hadas de Lizzy. Vidia piensa que es mejor irse pero Tinker Bell decide explorar la casita. Entra a ella y la admira maravillada. Vidia enojada cierra con fuerza la puerta de la casita para darle una lección a Tinker Bell pero se arrepiente de haberlo hecho porque Lizzy regresaba. Vidia intenta abrir la puerta para sacar a Tinker Bell pero fue en vano. Vidia tuvo que esconderse y Lizzy encuentra a Tinker Bell dentro de su casita. Contenta por haber atrapado un hada, la niña se la lleva a su casa. Vidia la sigue en un nuevo intento de rescatar a Tinker Bell. Lizzy intenta enseñarle el hada a su padre pero luego se arrepiente al ver que él había atrapado una mariposa que habían pintado las hadas (al llegar los dos la habían visto) y que deseaba exponerla. Lizzy se lleva a Tinker Bell a su habitación y Vidia regresa al campamento para pedir ayuda a sus amigas para rescatar a Tinker Bell. Así junto con Clank y Bobble hacen un bote para navegar a través del gran río hecho por la lluvia.
Entre tanto, Tinker Bell se hace amiga de Lizzy y le cuenta a ella todo sobre las hadas. Lizzy lo anota todo en un Diario de campo que su padre le había dado para que iniciara su propia investigación. Al terminar decide mostrárselo a su padre pero este no tiene tiempo ya que intenta parar las goteras. Lizzy y Tinker Bell juegan juntas hasta que la primera se queda dormida y Tinker Bell aprovecha toda la noche para reparar las goteras. El padre de Lizzy estaba muy impresionado por esto e intentaba hallar explicación lógica. Tinker Bell le enseña a Lizzy como volar rociándola con polvillo de hadas. Su padre escucha los ruidos y sube para ver que estaba pasando. Al principio Lizzy le dice que no le creería si se lo dijera pero él le dice que diga la verdad, entonces Lizzy le cuenta que un hada le enseñó a volar y le enseña la investigación que hizo de las hadas.
Vidia y sus amigas llegan a la casa de humanos pero son atacadas por un gato. Logran controlar la situación y Vidia fue a buscar a Tinker Bell. Ella se hallaba escondida en la habitación de Lizzy y su padre aún se negaba a creer lo que su hija decía sobre las hadas, diciendo que solo son cuentos, que son tonterías y que nada de eso existe. Tinker Bell se enfurece y sale de su escondite confrontando al padre de Lizzy. Él se queda asombrado al verla y entonces toma un frasco para atraparla. Vidia que llegó se dio cuenta, empuja a Tinker Bell apartándola del camino y Vidia es atrapada por el padre de Lizzy, que decide llevarla a Londres para mostrarla a sus compañeros investigadores. Tinker Bell se encuentra con sus amigas y entre todas rocían a Lizzy para poder volar con ella hacia Londres y rescatar a Vidia. El padre llega hasta la puerta del edificio pero es detenido por su hija que llega volando. Él se queda impactado y Lizzy le dice que las hadas le habían ayudado a llegar y todas se muestran. El padre aun impactado dice que no comprende pero Lizzy le dice que no hay que comprender nada y lo convence de dejar ir a Vidia. Esta es liberada y se reúne con sus amigas. Luego todas rocían al padre de Lizzy que comienza a creer en las hadas, se deja llevar y se eleva en el aire. Así juntos deciden regresar a casa.
Poco después se les ve a padre e hija junto con las hadas en un pícnic tomando el té. Terence llega y le dice a Tink que después de todo si tuvo algo que reparar. La película termina con el padre de Lizzy leyendo el diario de las hadas de Lizzy junto a ella y las hadas.

## Reparto
- Mae Whitman como Tinker Bell.
- Lucy Liu como Silvermist.
- Jesse McCartney como Terence.
- Raven-Symoné como Iridessa.
- Kristin Chenoweth como Rosetta.
- Angela Bartys como Fawn.
- Pamela Adlon como Vidia.
- Lauren Mote como Lizzy Griffiths, una niña que cree en las hadas y se amiga con Tinker Bell después de conocerla.
- Michael Sheen como Dr. Griffiths, el científico padre de Lizzy
- Kathy Najimy como Ministra de verano.
- Jeff Bennett como Clank.
- Rob Paulsen como Bobble.
- Faith Prince como Mrs. Perkins

## Doblaje en Hispanoamérica
- Christine Byrd como Tinker Bell.
- Andrea Arruti  como Lizzy Griffiths.
- Moisés Palacios como Dr. Griffiths
- Carla Medina como Vidia.
- Romina Marroquín Payró como Rosetta.
- Mireya Mendoza como Silvermist.
- Leyla Rangel como Iridessa.
- Karla Falcón como Fawn.
- Ramón Bazet como Bobble.
- Julio César Palomera como Clank.
- Roger González como Terence.
- Dominika Paleta como Narradora.

## Fechas de estreno
Las siguientes fechas de estreno fueron en el año 2010:
- Polonia: 23 de julio.
- Hungría: 29 de julio.
- Bulgaria: 30 de julio.
- Australia: 5 de agosto.
- Reino Unido: 13 de agosto.
- Bélgica: 18 de agosto.
- Argentina: 2 de septiembre.
- Panamá: 3 de septiembre.
- Paraguay: 3 de septiembre.
- México: 3 de septiembre.
- Uruguay: 3 de septiembre.
- Chile: 9 septiembre.
- Países Bajos: 15 de septiembre.
- Perú: 16 de septiembre.
- Ecuador: 17 de septiembre.
- Turquía: 17 de septiembre.
- Estados Unidos: 21 de septiembre.
- Canadá: 21 de septiembre.
- Grecia: 30 de septiembre.
- Portugal: 30 de septiembre.
- Colombia: 1 de octubre.
- España: 6 de octubre.
- Venezuela: 8 de octubre.
- Alemania: noviembre.

## Música
- How To Believe - Bridgit Mendler.
- Summer's Just Begun - Cara Dillon.

## Secuelas
- 2011: Pixie Hollow Games
- 2012: Secret of the Wings
- 2014: The Pirate Fairy
- 2015: Tinker Bell and the Legend of the NeverBeast